# Hermann von Roeder

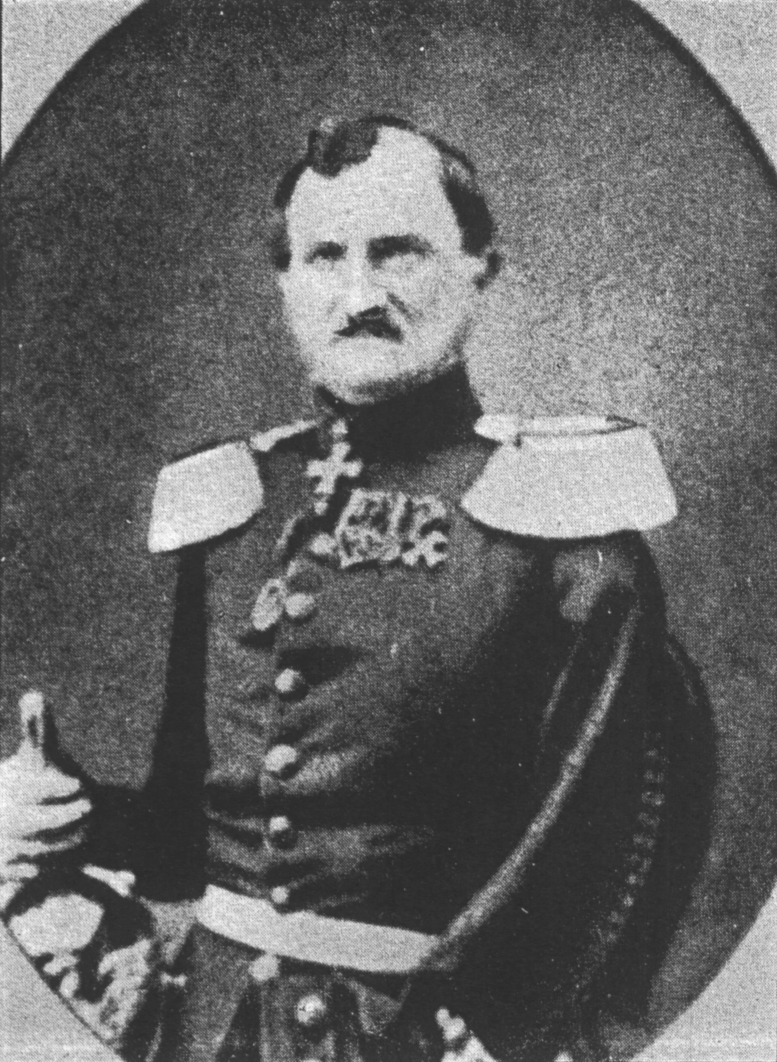
Generalmajor Hermann von Roeder

Friedrich Hermann von Roeder (* 29. Januar 1797 in Grottkau, Fürstentum Neisse; † 10. Mai 1857 in Breslau) war ein preußischer Generalmajor.

## Leben

### Herkunft
Hermann von Roeder gehörte einer von Hessen nach Schlesien eingewanderten Familie an, deren Adelsstand 1761 in Preußen nicht beanstandet wurde und die sich insbesondere im Soldatenberuf hervorgetan hat. Seine Eltern waren der preußische Generalmajor Heinrich von Roeder (1742–1821) und dessen zweite Ehefrau Henriette, geborene Trützschler von Falkenstein (1762–1838). Acht seiner Brüder traten ebenfalls in die Preußische Armee ein, vier von diesen erreichten den Rang eines Generals. Ein weiterer Bruder Gustav von Roeder (1805–1878) war preußischer Konsistorial-Präsident in Breslau. Generalleutnant Friedrich Adrian Dietrich von Roeder war sein Onkel.

### Militärlaufbahn
Roeder begann seine Laufbahn 1812 als Schütze im Schlesischen Schützenbataillon, avancierte 1813 zunächst zum Portepeefähnrich und dann zum Sekondeleutnant. Er nahm während der Befreiungskriege an den Schlachten von Großgörschen, Bautzen, Dresden und Kulm teil. In der Völkerschlacht bei Leipzig verlor Roeder den linken Arm und verbrachte eine Zeit im Lazarett Altenburg. Dort wurde er am 24. Dezember 1813 auch mit dem Eisernen Kreuz II. Klasse ausgezeichnet. Im Anschluss konnte er dennoch den Belagerungen von Landrecies, Givet und Philippeville beiwohnen, schied aber am 6. Mai 1815 mit Wartegeld aus dem aktiven Dienst vorerst aus.
Bereits im Juni 1815 nahm Roeder als Adjutant der 6. Brigade des II. Armee-Korps den Dienst wieder auf, wechselte aber noch im selben Jahr in gleicher Funktion zur 4. Brigade des I. Armee-Korps unter Generalleutnant von Zieten. Ebenfalls noch in 1815 wurde er schließlich Adjutant beim Generalkommando in Sachsen. 1817 wurde Roeder zum Premierleutnant befördert und stieg 1821 weiter auf zum Kapitän, wurde gleichzeitig Adjutant beim Generalkommando des IV. Armee-Korps.

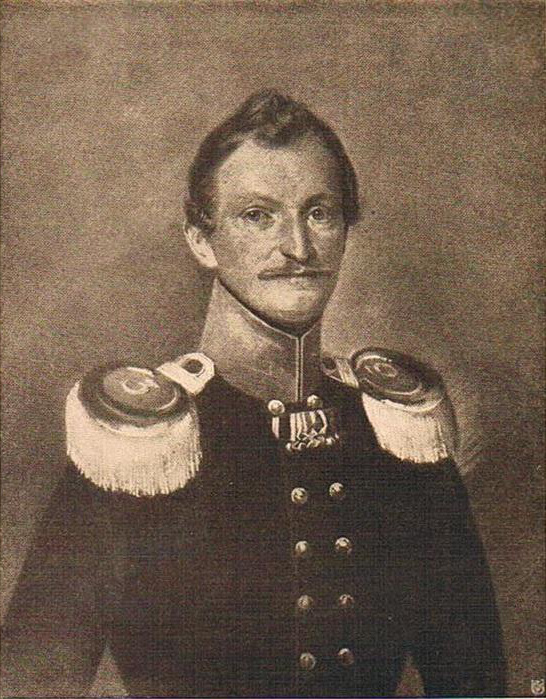
Hermann von Roeder als Kommandeur der 3. Jägerabteilung

Roeder wurde 1827 der 3. und 4. Jägerabteilung aggregiert und 1828 als Kompaniechef einrangiert. Im März 1830 wurde er Kommandeur des 3. Jäger-Abteilung in Lübben (Spreewald) und blieb in dieser Stellung bis April 1846. Zwischenzeitlich war er 1834 zum Major und 1844 zum Oberstleutnant avanciert.
Schon im März 1846 wurde Roeder Bataillonskommandeur im 8. Infanterieregiment. Ein Jahr später avancierte Roeder zum Oberst, wurde zunächst mit der Führung des 9. Infanterie-Regiments beauftragt und 1848 zum Regimentskommandeur ernannt. Noch im Mai 1848 wurde Roeder als Kommandant von Wittenberg eingesetzt und im selben Monat dem 9. Infanterie-Regiment aggregiert. 1850 wurde er Kommandant von Stralsund und am 10. August 1851 erhielt er den Roten Adlerorden III. Klasse mit Schleife. Am 23. März 1852 folgte seine Beförderung zum Generalmajor und Mitte Januar 1853 wurde Roeder noch Kommandant von Breslau. In dieser Stellung verstarb er und wurde in der Familiengruft in Gohlau beigesetzt.

### Familie
Roeder vermählte sich 1829 mit Gräfin Marie Agnes Rosalie zu Lynar (1803–1890), Tochter des sächsischen Kammerherrn und Erbherrn auf Ogrosen, Graf Ludwig zu Lynar und der Ernestine von Knoch. Aus der Ehe gingen fünf Kinder hervor.
1. Friedrich Hermann Heinrich Ludwig (1830–1909), preußischer Oberst ⚭ 1867 Mathilde von Könemann (1842–1912)
2. Johanna Rosalie Henriette (1831–1906) ⚭ 1860 Philipp von Keffenbrinck († 1899), Erbherr auf Alt Plestin und Lusewitz
3. Andreas Gottlieb Ernst (1834–1901), preußischer Hauptmann, Erbherr auf Renz ⚭ 1856 Elisabeth von Colmar (1836–1873)
  1. Dietrich von Roeder (1861–1945), General der Infanterie
4. Ernst Karl Eugen (1836–1867), preußischer Leutnant im Infanterie-Regiment Nr. 40[6]
5. Max Clemens (1837–1870), preußischer Premierleutnant im Grenadierregiment Nr. 9, gefallen vor Champigny ⚭ 1868 Martha von Drigalski (1844–1920), Tochter des preußischen Generalleutnants Friedrich von Drigalski